# Songs for Sorrow
Songs for Sorrow là EP thứ hai từ ca sĩ nhạc pop người Anh Mika. Nó được phát hành dưới dạng download nhạc số từ 15 tháng 5 năm 2009 và dạng đĩa từ ngày 8 tháng 6 năm 2009.

## Thông tin
Bài hát "Blue Eyes" đã được dùng để quảng cáo cho EP, và đã có trong danh sách phát nhạc của BBC Radio 2.
EP được đặt tên Songs for Sorrow vì nội dung nền của album là nỗi buồn.
Phiên bản dạng đĩa có một cuốn sách bìa cứng với lời các bài hát và tranh minh họa của các bài hát.

## Danh sách nghệ sĩ
| Nghệ sĩ                | Bài hát          | Số trang |
| ---------------------- | ---------------- | -------- |
| Al Columbia            | Toy Boy          | 18 — 19  |
| Alber Elbaz            | Lady Jane        | 59       |
| DaWack                 | Toy Boy          | 25       |
| DaWack                 | Blue Eyes        | 46 — 47  |
| David McKee            | Toy Boy          | 20 — 21  |
| David McKee            | Lonely Alcoholic | 38 — 39  |
| Es Devlin              | Toy Boy          | 28       |
| Huck Sacrry            | Lady Jane        | 54 — 55  |
| Jim Medway             | Toy Boy          | 26 — 27  |
| Jim Woodring           | Toy Boy          | 13 — 17  |
| Kerascoët              | Blue Eyes        | 42 — 45  |
| Kerascoët              | Lady Jane        | 60       |
| Nilesh Mistry          | Lady Jane        | 61 — 66  |
| Paul Smith             | Lady Jane        | 58       |
| Peter Blake            | Toy Boy          | 22 — 23  |
| Richard Hogg           | Lady Jane        | 50 — 53  |
| Sophie Blackall        | Lady Jane        | 56 — 57  |
| Tao Nyeu               | Lonely Alcoholic | 32 — 37  |
| Walter Van Beirendonck | Toy Boy          | 24       |

## Danh sách track

### Bản nhạc số
| STT | Nhan đề            | Sáng tác | Thời lượng |
| --- | ------------------ | -------- | ---------- |
| 1.  | "Lonely Alcoholic" | Mika     | 3:08       |
| 2.  | "Lady Jane"        | Mika     | 3:19       |
| 3.  | "Blue Eyes"        | Mika     | 2:52       |

- Có một bản xem thử 12 trang của cuốn sách nhạc Songs For Sorrow.

### Bản phát hành đĩa
| STT | Nhan đề            | Sáng tác        | Thời lượng |
| --- | ------------------ | --------------- | ---------- |
| 1.  | "Toy Boy"          | Mika, Jodi Marr | 3:02       |
| 2.  | "Lonely Alcoholic" | Mika            | 3:08       |
| 3.  | "Blue Eyes"        | Mika            | 2:52       |
| 4.  | "Lady Jane"        | Mika            | 3:19       |